# Saprinus subdiptychus
Saprinus subdiptychus är en skalbaggsart som beskrevs av Sylvain Auguste de Marseul 1870. Saprinus subdiptychus ingår i släktet Saprinus och familjen stumpbaggar. Inga underarter finns listade i Catalogue of Life.